# 班吉塔
班吉塔位于中国辽宁省锦州市凌海市班吉塔镇盘古山脚下，小凌河北岸，是一座辽代砖塔，2003年被列为辽宁省文物保护单位，2013年被列为第七批全国重点文物保护单位。
班吉塔始建于辽清宁四年（1058年），青砖砌筑，为八角实心花塔，通高11.25米，由基座、塔身、塔顶三部分组成。塔身每面底座宽1.44米。1988年及2011年先后两次对班吉塔进行维修。